# Divinidad tutelar
Una divinidad tutelar es un espíritu o deidad a cargo de ser guardián, patrón o protector de un lugar particular, accidente geográfico, persona, linaje, nación, cultura o profesión. 
Un concepto similar en el cristianismo sería el santo patrono o, en un grado inferior, el ángel de la guarda.

## Genio tutelar, espíritu protector y espíritu familiar
Pierre A. Riffard define el espíritu tutelar, como un genio tutelar (presente desde el nacimiento), como un espíritu protector (que puede ayudar en momentos de dificultad) o como un espíritu familiar.
Un genio tutelar es una deidad o demon estrictamente personal que ha presidido el destino de cada hombre o mujer, siempre desde su nacimiento, hasta el momento de su muerte, cuando el espíritu, finalmente, desaparece. Desde que Sócrates, en su infancia, había oído la voz de su espíritu personal o daimon, que le prohibía hacer cosas:

"Mas la causa es lo que muchas veces me habéis oído decir en muchos lugares, que sobre mí siento la influencia de algún dios y de algún genio - a lo cual , como oísteis, aludió Meleto en su jocosa acusación -: se trata de una voz que comenzó a mostrárseme en mi infancia, la cual, siempre que se deja oír, trata de apartarme de aquello que quiero hacer y nunca me incita hacia ello."
Platón. Defensa de Sócrates, 40 b.

## En Europa

### Antigua Grecia
En el politeísmo griego, Atenea era la diosa patrona de la ciudad de Atenas. 

### Antigua Roma

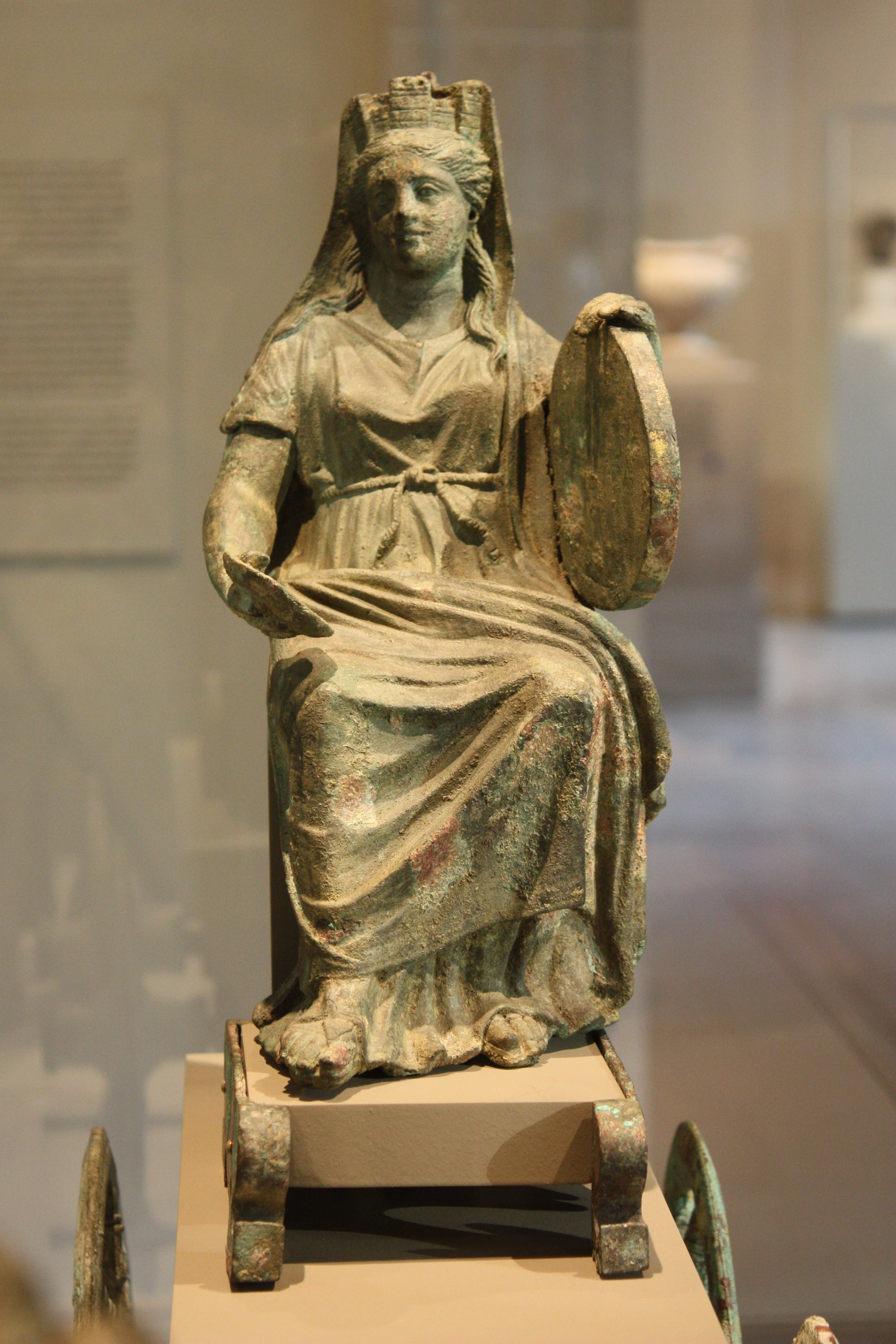
Las murallas de la ciudad que protege están representados por la corona de Cibeles.

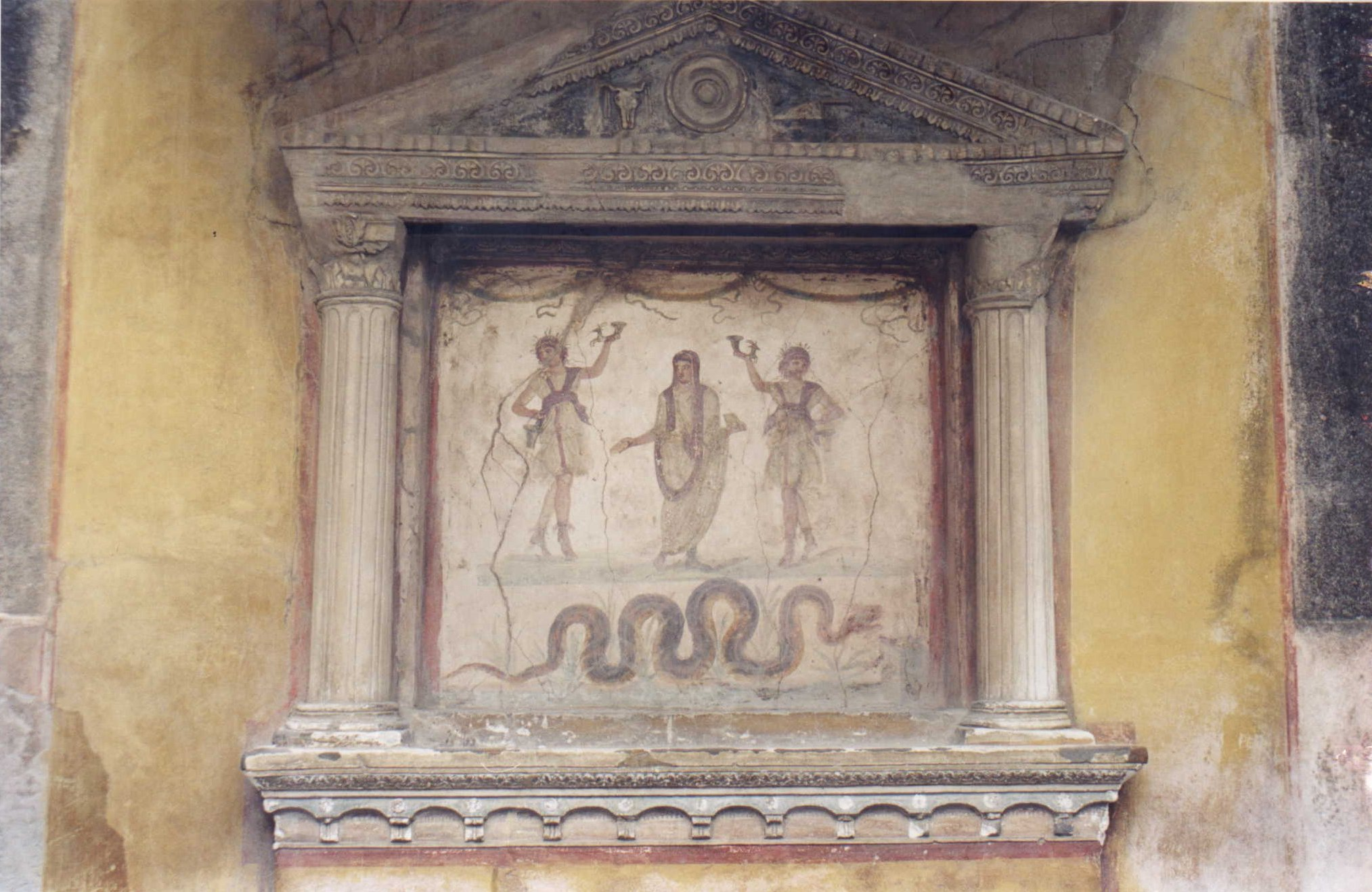
Lararium mostrando divinidades tutelares de la casa: el ancestral genio (centro), flanqueado por dos lares, con una serpiente guardiana (abajo).

Las divinidades tutelares que protegen y preservan un lugar o una persona son fundamentales en la antigua religión romana. La divinidad tutelar de una persona era su genio o también, en el caso de una mujer, su Juno.  En la época imperial, el genio del emperador era el foco del culto imperial. Un emperador podía también adoptar una deidad importante como patrón o protector personal o tutelar, como Augusto hizo con Apolo. Los precedentes para reclamar la protección personal de una deidad se establecieron en la época republicana cuando, por ejemplo, el dictador romano Sila anunció a la diosa Victoria como su divinidad tutelar mediante la celebración de juegos públicos (ludi) en su honor.
Cada pueblo o ciudad tenía una o varias divinidades tutelares, cuya protección se consideraba particularmente importante en tiempos de guerra y asedio. La misma Roma estaba protegida por una diosa cuyo nombre se mantenía ritualmente secreto, bajo pena de muerte (como fue el caso de Quinto Valerio Sorano) a quien se atreviese a revelarlo. La Tríada Capitolina de Juno, Júpiter y Minerva también fueron divinidades tutelares de Roma.
Las ciudades itálicas tenían sus propias divinidades tutelares. Juno, a menudo, tenía esta función, como en la ciudad latina de Lanuvium y en la ciudad etrusca de Veyes, y se encontraba frecuentemente en un gran templo en el arx (ciudadela) o en otro lugar prominente o céntrico.  La divinidad tutelar de Preneste fue Fortuna, cuyo oráculo era muy renombrado.
El ritual romano de evocatio se basaba en la creencia de que una ciudad podía ser vulnerable militarmente si el poder de la divinidad tutelar era desviado fuera de la ciudad, tal vez por una superior oferta de culto al mantenido en Roma. La representación de algunas diosas, como es el caso de la Magna Mater (Cibeles) como "torre coronada" identifica su capacidad para preservar la ciudad.  Los pueblos en las provincias romanas podrían adoptar una deidad de la esfera religiosa romana para servir como su guardián o sincretizar su propia divinidad tutelar como tal. Por ejemplo, una comunidad dentro de la civitas de los Remos en la Galia adoptó a Apolo como su divinidad tutelar, y en su capital (hoy, Reims), el tutelar era Marte-Camulos.
Las divinidades tutelares se incluían también en lugares menores, como almacenes, cruces de caminos y graneros. Cada hogar romano tenía un conjunto de deidades protectoras: el lar o lares del hogar o la familia, cuyo santuario era un lararium; los penates que custodiaban el almacén (penus) de alimentos en la parte más interna de la casa; Vesta, cuyo lugar sagrado en cada casa era el fuego del hogar; y el genio del paterfamilias, el cabeza de familia. El poeta Marcial listó las divinidades tutelares que velaban por los diversos aspectos de su granja. La arquitectura de un granero (horreum) presentaba hornacinas con imágenes de las divinidades tutelares, que podían incluir al genius loci o espíritu guardián del lugar, Hércules, Silvano, Fortuna Conservatrix ("Fortuna la preservadora") o las griegas orientales de Afrodita y Agatodemon (Agathe Tyche).
Los Lares Compitales eran los dioses tutelares de un barrio (vicus). Cada uno tenía un compitum (santuario) dedicado a ellos.  Durante la República, el culto de las divinidades tutelares locales o del vecindario a veces se convirtió en punto de manifestación de agitación política y social.

## En América
La religión americana nativa, (véase también el animismo y el chamanismo) cuenta con amplia y variada oferta de divinidades tutelares zoomorfas, (también conocidos como animales de poder). En Mesoamérica, estos animales tutelares se llaman nahual en idioma azteca y uay en lengua maya.

## Antiguo Cercano oriente
Después del siglo IX a. C., las tribus cananeas fueron reemplazadas por estados nacionales étnicamente relacionados, como Israel, Judá, Moab, Amón y otros, cada uno con su dios nacional  (esto era inusual en el antiguo cercano Oriente pero no excepcional: Assur era el dios superior adorado por los asirios). Así, Chemosh era el dios de los moabitas, Milcom el dios de los amonitas, Qos el dios de los edomita, y Yahweh el dios de los israelitas (no se menciona algún dios para Judá). Inicialmente veneraban y promovían a su dios principal, pero también rendían culto a una variedad de dioses y diosas de su herencia cananea, incluyendo a Ēl, Asherah y Baal. En cada estado, el rey era además el sumo sacerdote de la religión nacional, y por tanto el representante en tierra de su dios principal.

## En China
En China, el dios de la ciudad, era una deidad o grupo de deidades que se cree que protege a la gente y los asuntos de la aldea, pueblo o ciudad particular de gran dimensión, y la vida futura.
Comenzando hace más de 2000 años, el culto originalmente involucraba la adoración de una deidad protectora de los muros y fosos de una ciudad. Posteriormente, el término pasó a aplicarse a los líderes deificados del pueblo, que ejercen autoridad sobre las almas de los difuntos de ese pueblo, e intervienen en los asuntos de los vivos, en conjunto con otros funcionarios de la jerarquía de seres divinos.

## Divinidades tutelares femeninas
- Minerva: Diosa de la sabiduría, las artes, la estrategia militar, además protectora de Roma y la patrona de los artesanos.
- Nicostrata o Carmenta, hija del rey Ionius. Diosa del parto y la profecía, asociada con la innovación tecnológica y con la protección de las madres y los niños, y patrona de las matronas. Se decía también de ella que había inventado el alfabeto latino.